# Università di Colonia

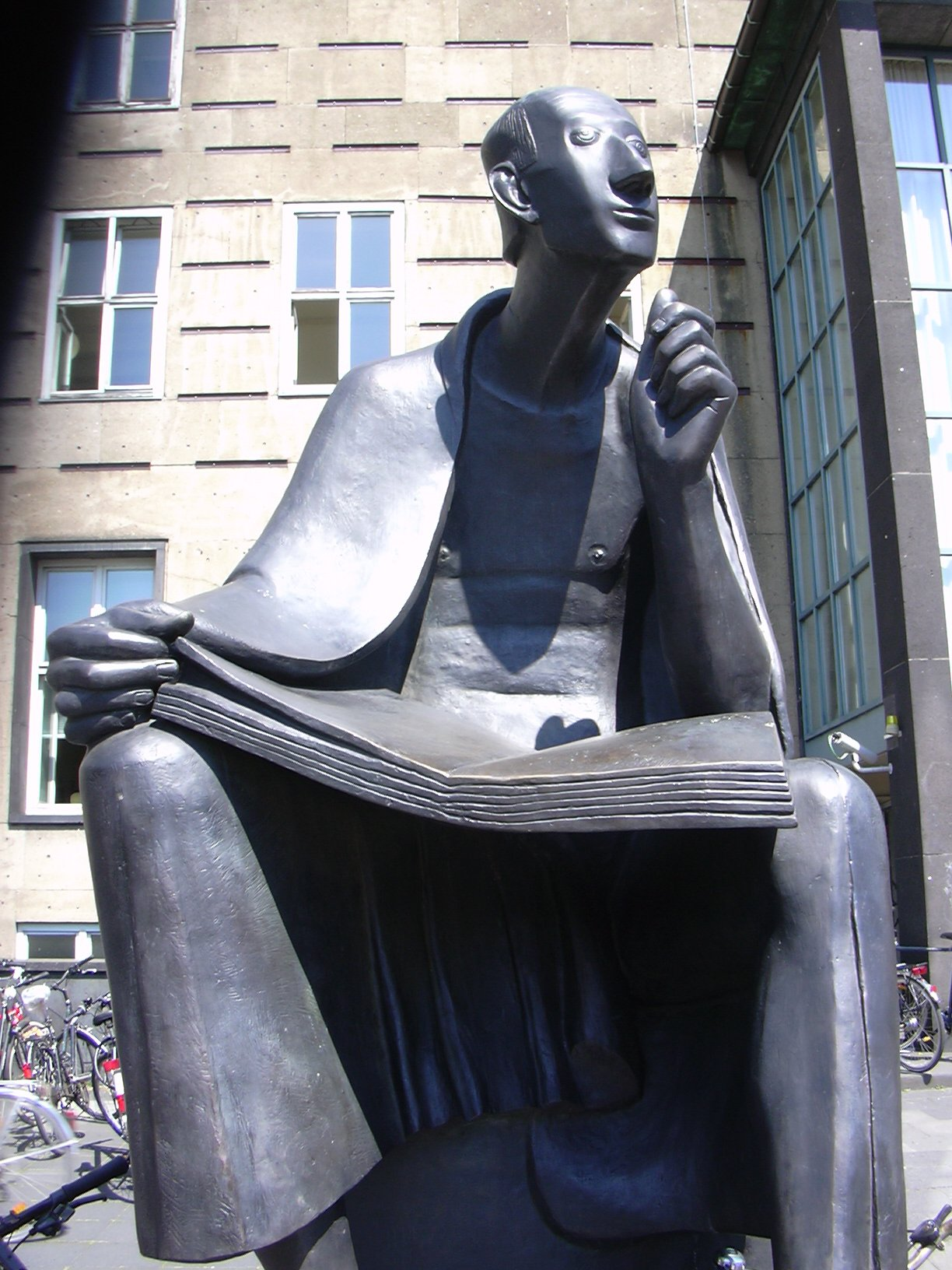
Alberto Magno

L'Università di Colonia (Universität zu Köln) è un'università tedesca, con sede a Colonia. Fondata nel 1388, è una delle più antiche d'Europa, e con i suoi oltre 44.000 studenti anche la più grande del paese e una delle più grandi in Europa. Fa parte della Deutsche Forschungsgemeinschaft, un'associazione tra le università germaniche nel campo della ricerca.

## Missione
La missione dell'Università di Colonia è di "creare, preservare, ed impartire conoscenza [...] oltre a promuovere una ricerca all'avanguardia e guidare l'innovazione, concentrandosi sulle esigenze e sulle sfide in costante evoluzione della società odierna".

## Struttura
L'ateneo è organizzato nelle seguenti facoltà:
- Economia e scienze sociali
- Giurisprudenza
- Medicina
- Filosofia
- Matematica e scienze naturali
- Scienze umane